# Concilio di Calcedonia
Il concilio di Calcedonia, quarto concilio ecumenico della storia del cristianesimo, fu convocato dall'imperatore Marciano ed ebbe luogo nella città omonima nel 451.

## Le cause del concilio

### Il monofisismo e illatrociniumdi Efeso
Il concilio di Calcedonia fu convocato per dirimere la questione monofisita che, negli anni quaranta del V secolo, stava rischiando di compromettere l'ortodossia dei concili ecumenici precedenti. La crisi venne causata dagli insegnamenti dell'archimandrita Eutiche, che era stato scomunicato per la sua dottrina cristologica monofisita dal patriarca di Costantinopoli Flaviano, ma che aveva l'appoggio del patriarca alessandrino Dioscoro e soprattutto dell'imperatore Teodosio II e del suo potente ministro Crisafio.
Essi organizzarono il Secondo concilio di Efeso (449), presieduto da Dioscoro, che nell'avvio espulse tutti i partecipanti contrari a Eutiche. Nel concilio, poi, venne ignorata la lunga lettera (il Tomus ad Flavianum), che papa Leone I (440-461) aveva indirizzato a Flaviano, attraverso il vescovo di Como Abbondio, per attestare la sua stima e il riconoscimento dell'ortodossia del patriarca, che invece fu deposto e ucciso dalla teppaglia, mentre Eutiche veniva riabilitato. L'eliminazione di Flaviano e  le decisioni conciliari suscitarono la reazione indignata del papa, che definì "latrocinio" il concilio di Efeso.

## Il concilio

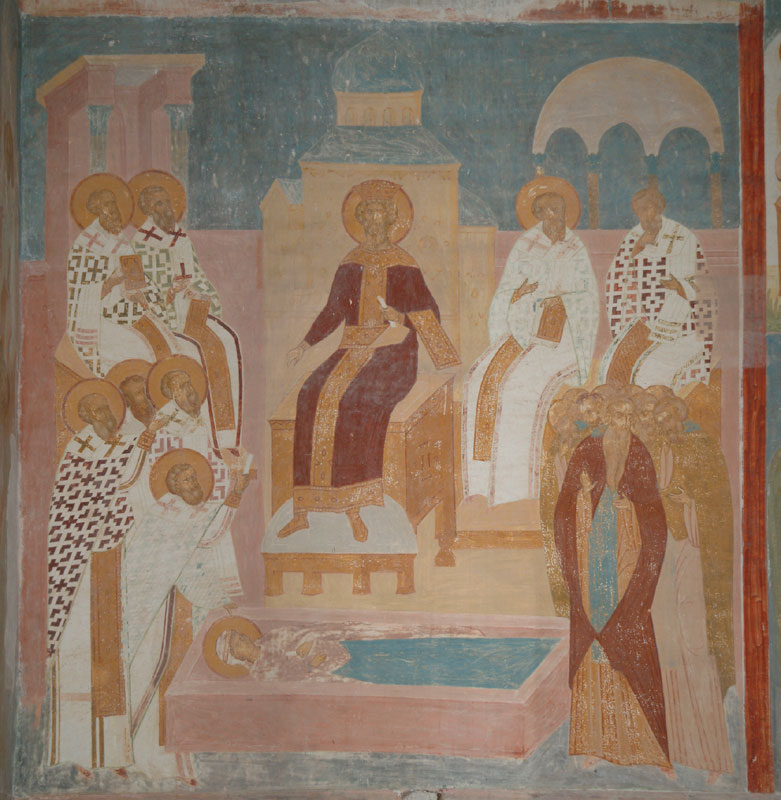
Concilio di Calcedonia

### Pulcheria e Leone I
Sembrava impossibile smuovere Teodosio dalle decisioni prese, ma nel 450 l'imperatore morì a causa di un incidente a cavallo e la sorella dell'augusto defunto, la pia e ortodossa Pulcheria, poté ritornare a corte. Lei, per preservare la dinastia teodosiana, sposò Marciano, un funzionario anch'egli fedele all'ortodossia. Per risolvere la questione monofisita (che rischiava di gettare nel caos politico lo stesso Impero), entrambi gli augusti coniugi indissero, d'accordo con papa Leone (benché questi desiderasse che il concilio si tenesse in Italia, timoroso che si potessero ripresentare le problematiche del "latrocinio" di Efeso), nel 451 un concilio nella località di Calcedonia, in Bitinia.

### Svolgimento

#### La solenne apertura
Inizialmente, Pulcheria e Marciano intendevano aprire l'assemblea il 1º di settembre ma, viste alcune perplessità di Leone e la preoccupazione di Marciano su possibili irregolarità durante i lavori conciliari, si optò per l'8 ottobre. Al concilio, che si tenne nella chiesa di Sant'Eufemia, parteciparono fra i cinquecento e i seicento vescovi, dei quali più di cinquecento provenienti dalle province dell'Impero romano d'Oriente. Fu il concilio ecumenico più frequentato dell'antichità. Tra di essi, spiccavano per importanza il patriarca di Costantinopoli Anatolio e quello di Alessandria Dioscoro. L'Occidente, al contrario, era rappresentato solamente da cinque ecclesiastici, due vescovi e tre legati papali capeggiati da Pascasino (o Pasquasino) vescovo di Lilibeo.

#### La condanna di Dioscoro
Subito dopo l'apertura, Pascasino, in nome di papa Leone, chiese  che Dioscoro, il principale artefice del concilio di Efeso del 449, venisse messo sotto accusa per le irregolarità compiute in quell'assemblea. Rifiutandosi di comparire a giudizio, Dioscoro, abbandonato da un gruppo di vescovi che chiesero perdono per aver appoggiato il monofisismo due anni prima, fu condannato da 308 dei padri conciliari e deposto dalla sua carica di patriarca insieme ad altri vescovi egiziani a lui fedeli.

#### IlTomus ad Flavianum
(Definizione di fede proclamata dai padri conciliari)

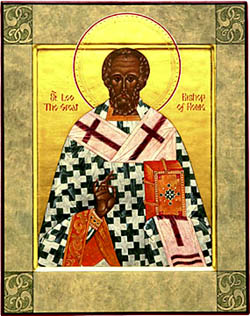
San Leone Magno, icona russa

Il 25 ottobre segnò il momento culminante del concilio. Dopo che Dioscoro fu deposto ed Eutiche condannato all'esilio, si riaccesero le diatribe cristologiche che tanto infiammavano l'animo dei cristiani d'Oriente. Davanti al rischio di nuove scissioni, Pascasino ottenne che il patriarca Anatolio accettasse quella lettera di papa Leone indirizzata a Flaviano. La lettera, intitolata come Epistula dogmatica ad Flavianum (Ep. 28,2) e ricordata anche col nome di Tomus ad Flavianum, è tuttora alla base delle varie confessioni cristiane che riconoscono il concilio di Calcedonia (quindi la Chiesa cattolica, quella ortodossa e le varie confessioni protestanti):  il documento, infatti, afferma la natura ipostatica di Gesù Cristo, il quale è vero Uomo e vero Dio al contempo, senza quindi fusioni o sfumature dottrinali di alcun genere. Inoltre, il documento è importante in quanto si riconosce l'autorità del vescovo di Roma nelle questioni dottrinali, segnando così, per la teologia cattolica, un caposaldo del dogma dell'infallibilità papale:

### La conclusione

#### I canoni
Nelle 17 sessioni che si tennero fino al giorno in cui il solenne concilio ecumenico fu chiuso (1º novembre o 10 novembre), furono in totale proclamati 30 canoni di fede. Oltre a ribadire che gli atti dei "concili tenutisi fino ad ora" dovessero essere osservati e conservati validi (quindi Calcedonia è come se segnasse la conclusione del percorso della Chiesa antica riguardo alle dispute dottrinali su Cristo e sulla Trinità), i padri conciliari espressero alcune posizioni estremamente interessanti riguardo alla disciplina ecclesiastica, in quanto le tematiche citate non erano ancora comparse nei concili precedenti. Il canone II, per esempio, condanna la simonia; il III prevede pene severe contro i presbiteri dediti ad affari mondani; dal IV al X si parla della disciplina monastica, e di come i monaci o i chierici debbano seguire determinate norme di comportamento. Altrettanto interessanti sono i canoni XV e XVI relativi alla vita religiosa femminile: nel primo, si parla delle diaconesse; nel secondo, della verginità delle monache. Il problema per papa Leone fu, però, quello di accettare il ventottesimo canone del concilio, che sanciva la preminenza del patriarcato di Costantinopoli su quelli di Alessandria e di Antiochia e il suo essere al secondo posto dopo la sede apostolica della ''vecchia'' Roma in base all'argomento che Costantinopoli era la nuova sede dell'Impero, la Nuova Roma. Superato quest'ultimo scoglio, gli imperatori Marciano e Pulcheria, presenti, si rallegrarono del risultato ottenuto.

## Conseguenze

### La spaccatura religiosa dell'Impero d'Oriente
La prima conseguenza del concilio fu la separazione netta del Medio Oriente e dell'Egitto miafisiti da Bisanzio. Benché uniti politicamente ancora sotto Costantinopoli, l'Egitto si rivoltò contro il patriarca ortodosso Proterio, lo uccise ed elesse al suo posto il miafisita Timoteo II Eluro. Imperatori bizantini quali Zenone, Giustiniano I ed Eraclio tentarono, attraverso vari decreti a contenuto teologico (l'Henotikon, la condanna dei Tre Capitoli e la professione di fede monotelita), di trovare una conciliazione con quelle regioni così profondamente miafisite, ma non si giunse a una riconciliazione tra le parti.
La spaccatura tra Anatolia e Grecia, Calcedonesi, e Siria ed Egitto, Monofisite, e la conseguente perdita di lealtà e simpatia nei confronti dell'impero da parte delle popolazioni di tali province meridionali, sarà una delle cause fondamentali del successo delle conquiste islamiche di Siria ed Egitto, in quanto gli abitanti non opposero resistenza a un popolo a cui si sentivano culturalmente più affini che ai Greci (linguisticamente l'aramaico parlato dai Siriani al tempo è affine all'arabo, e i due popoli commerciavano da secoli. Inoltre, esistevano regni arabi monofisiti, il più importante era quello Ghassanide) e che prometteva minore oppressione fiscale e religiosa rispetto ai Romei.

### Il distacco tra Roma e Costantinopoli
Le difficoltà incontrate a causa del XXVIII canone e i successivi tentativi compiuti da patriarchi costantinopolitani e imperatori per sanare la frattura religiosa bizantina, allontanarono un Occidente sempre più unito intorno al vescovo di Roma (uscito "trionfatore" in quanto fedele custode della fede dei padri) e, quindi, geloso della sua autorità. Infatti, Leone I si disinteressò sempre più della politica ecclesiastica orientale, allentando i rapporti tradizionali con le altre grandi sedi patriarcali. Il tentativo, inoltre, da parte del patriarca di Costantinopoli di assumersi il titolo di "patriarca ecumenico" (mettendosi quindi al di sopra degli altri patriarcati della Chiesa Unita, come stabilito nel VI canone del Concilio di Nicea), suscitò la crescente ostilità del vescovo di Roma.